# Genelec
 (juillet 2017).
Si vous disposez d'ouvrages ou d'articles de référence ou si vous connaissez des sites web de qualité traitant du thème abordé ici, merci de compléter l'article en donnant les références utiles à sa vérifiabilité et en les liant à la section « Notes et références ».
Genelec, société fondée en 1978 par Ilpo Martikainen à Iisalmi (Finlande), est un constructeur d'enceinte actives pour les studios professionnels (enregistrement, mixage et mastering).

## Présentation
Fondée en 1978, Genelec Oy est 'une société anonyme dont le siège social est à Iisalmi et dont l'activité principale est la conception et la fabrication d'enceintes actives. 
Le PDG de la société est Siamäk Naghian.
L'autre activité de l'entreprise est l'électronique grand public.
En 2020, le chiffre d'affaires de la société Genelec Oy était de 32,65 millions et le résultat de l'exercice était de 4,84 millions.

## Produits
En 2009, l'entreprise a remporté le grand prix du concours de conception de produits du Fennia-palkinto avec son caisson de basses 5040A.

### Produits en 2021
| Consoles de studio - Classic Studio Monitors and Subwoofers - 8000 Series: 8010A, 8020D, 8030C, 8040B, 8050B - 7000 Series Subwoofers: 7040A, 7050C - SAM™ Compact Studio Monitors[note] - 8000 Series: 8320A, 8330A, 8340A, 8350A - Audio over IP Series: 8430A IP - 1000 Series: 1032C - SAM™ Coaxial Studio Monitors - The Ones,: 8331A, 8341A, 8351B, 8361A - W371A Adaptive Woofer System - SAM™ Master Studio Monitors - 1237A, 1238A, 1238AC, 1238DF, 1234A, 1234AC, 1235A, 1236A - S360A - SAM™ Studio Subwoofers - 7350A, 7360A, 7370A, 7380A, 7382A | Haut-parleurs domestiques - G Series Active Speakers - G One (B) - G Two (B) - G Three (B) - G Four (A) - G Five (A) - F Series Active Subwoofers - F One (B) - F Two (B) - Signature Series - 6040R | Enceintes - 4000 Series Installation Speakers - 4010A Installation Speaker - 4020C Installation Speaker - 4030C Installation Speaker - 4040A Installation Speaker - Architectural Speaker Series - AIC25 Active In-Ceiling Speaker - AIW25 Active In-Wall Speaker - AIW26B Active In-Wall Speaker - 5041A Active In-Wall Subwoofer - Smart IP Installation Speakers - 4420A Smart IP Installation Speaker - 4430A Smart IP Installation Speaker |

## Galerie

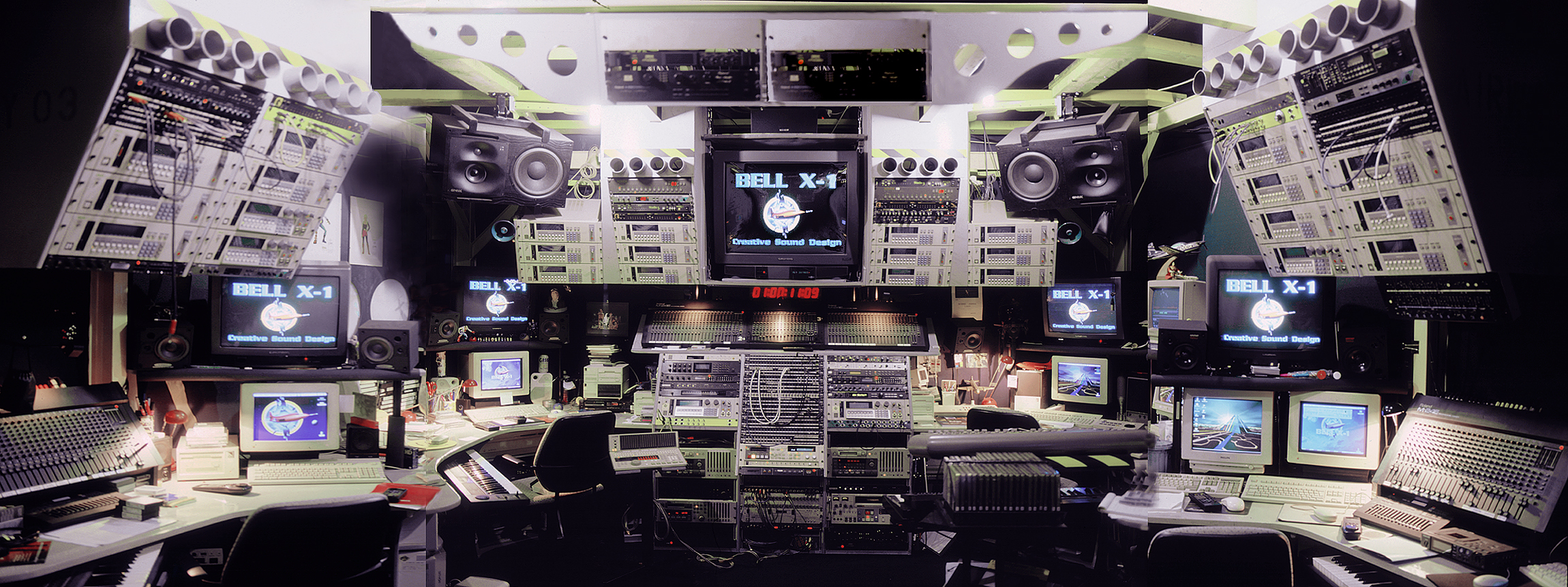
Bell x-1 Sound Design Studio Big-Gilbert Courtois.